# C++14
C++14 là phiên bản của tiêu chuẩn ISO / IEC 14882 cho ngôn ngữ lập trình C++. Nó được dự định là một phần mở rộng nhỏ so với C++11, với chủ yếu là sửa lỗi và cải tiến không đáng kể. Phiên bản được chấp thuận cho ra mắt vào ngày 18 tháng 8 năm 2014  và chính thức phát hành vào ngày 15 tháng 12 năm 2014.
Bởi vì các phiên bản tiêu chuẩn C++ trước đó đã bị chậm trễ một cách đáng chú ý, nên đôi khi tên "C++1y" được sử dụng cho đến khi nó được chấp thuận, tương tự như cách tiêu chuẩn C++11 được gọi là "C++0x" với kỳ vọng được phát hành trước năm 2010 (mặc dù trên thực tế, việc ra mắt kéo dài đến năm 2010 và cuối cùng là tận năm 2011).

## Hỗ trợ trình biên dịch
Clang đã hoàn thành hỗ trợ cho C++14 trong 3,4 mặc dù dưới tên tiêu chuẩn C++1y và biến C++14 thành tiêu chuẩn C++mặc định trong Clang 6. GCC đã hoàn thành hỗ trợ cho C++14 trong GCC 5 và biến C++14 thành tiêu chuẩn C++ mặc định trong GCC 6. Microsoft Visual Studio 2017 cũng đã triển khai "gần như tất cả" các tính năng của C++14.